# Fenwick Williams
William Fenwick Williams, 1:e baronet av Kars, född den 4 december 1800 i Nova Scotia, död den 26 januari 1883 i London, var en engelsk militär.
Williams var en tid i engelsk och 1841–1843 i turkisk krigstjänst samt deltog 1847–1848 som engelsk kommissarie vid ordnandet av de persisk-turkiska stridigheterna. År 1854 blev han kommissarie vid turkiska hären, inom vilken han samma år befordrades till generalmajor, och skickades av sultanen till Mindre Asien, där han befäste Erzerum och fullständigade Kars befästningar. Under sistnämnda fästnings belägring av ryssarna under Muravjov (augusti–november 1855) var han själen i försvaret. Ryssarnas stormningsförsök 27–28 september avslogs med stora förluster. Då fästningen i november samma år kapitulerade av brist på livsmedel, blev Williams krigsfånge, men erhöll efter freden friheten och utmärkelser: han utnämndes av sultanen till muschir (marskalk), av drottning Viktoria till baronet och fick av parlamentet en livstidspension på 1 000 pund sterling. Åren 1856–1859 var han ledamot av underhuset. Åren 1859–1870 var han högste befälhavare över trupperna i Kanada och 1870–1875 generalguvernör över Gibraltar.